# Deus Ex: The Fall
A Deus Ex: The Fall egy cyberpunk akció-szerepjáték, a Deus Ex-sorozat része. Az első a Deus Ex-játékok közül, amely eredendően mobilplatformra lett fejlesztve, története pedig a Deus Ex: Human Revolution folytatásának tekinthető.

## Történet
A történet 2027-ben játszódik, főhőse pedig Ben Saxon, a brit SAS exügynöke, a "Deus Ex: Ikarosz-hatás" című könyv főhőse, tulajdonképpen a mű folytatása. Egy costa rica-i házban rejtőzködik Ben Saxon és Anna Kelso az Illuminati elől, valamint akciócsoportjuk, a Tirannusok, és vezetőjük, Jaron Namir elől. Anna felettese, Ryan halálát gyászolja, Ben pedig egykori csapattársa, Sam Duarte emlékét idézi fel, hogy vezetett az ő halála a Tirannusokhoz való csatlakozásához. Mindketten szenvednek a Neuropozyne-elvonástól, a mechanikus augmentációk kilökődése ellen szedhető gyógyszerből ugyanis világszerte hiány van. A rejtélyes Janus tanácsára Ben Panamába utazik, hogy beszerezhesse annak olcsóbb alternatíváját, a Riezene-t, ami azonban még csak kísérleti gyógyszer. Ott azonban egy helyi LIMB klinikáról mégiscsak Neuropozyne-t szerez, miután rájön, hogy egykori munkaadója, a Belltower terjeszti illegálisan a másik gyógyszert, kísérleti alanyokként használva a szerencsétleneket. A szer gyártója a Zaaphire Biotech.
Alex Vega, egy kiábrándult Belltower-pilóta segítségével Ben megpróbál figyelmeztetni egy WHO-alkalmazottat a csoport mesterkedéseiről. De amikor végre találkozna vele, szemtanúja lesz, hogy a Tirannusok új tagja, a mégis életben lévő Sam Duarte megöli az illetőt. Ben életét azonban megkíméli. Ben figyelmezteti Annát, hogy ne menjen vissza a házukba, majd elindul a Belltower bázisára, hogy találkozzon Alex-szel. Elhagyják Panamát, és Ausztráliába utaznak, a Zaaphire Biotech központjába.
Az epilógusban Jaron Namir és Sam Duarte biztosítják az Illuminati-felettesüket, hogy Ben Saxon meg fog halni. Ezután a "Folytatjuk" felirat jelenik meg a képernyőn.

## Fejlesztés és marketing
A játékot az Eidos Montreal és az N-Fusion Interactive közösen fejlesztette, köztük az eredeti stáb, élén Jean-François Dugas rendezővel. A grafikus motor más lett: ezt már a Unity hajtja.
Először 2013 márciusában kelt szárnyra a hír, hogy a Square Enix regisztráltatta a "Deus Ex: The Fall" nevet, júniusban pedig leleplezték, hogy egy játék készülőben van ezen a címen. A bejelentés ekkor még csak egy kizárólag iOS-re megjelenő játékról szólt, amely később megjelenhet Androidra is. Júliusban meg is jelent az iOS-verzió, 2014 januárjában pedig az Android-változat. 2014 márciusában a játékot átportolták PC-re, mely Steam-en keresztül lett megvásárolható.

## Kritikák
A játék alapvetően vagy pozitív kritikákat kapott, vagy vegyes érzelmekkel álltak hozzá. A történet, a felfedezés szabadsága, és a folyamatosan kibomló cselekmény pozitív visszhangra lelt, a frusztráló harcrendszert, amelyet az elődből nem sikerült mobilos eszközökre átültetni, azonban nem sokan szerették. A megjelenéskor komoly visszhangot kapott, hogy jailbreak-elt (a készülék felhasználói limitációit eltüntető, teljeskörű rendszergazdai jogot adó, félig-meddig illegális beállítás) Apple-készülékeken a fejlesztők letiltották a tüzelést, melyet később aztán javítottak. A PC-s változat hibája a játék különösen nehéz irányíthatósága volt, melyet egy későbbi patch formájában korrigáltak.